# Luciano Rossi
Pour les articles homonymes, voir Rossi.
Luciano Rossi, né le 28 novembre 1934 à Rome et mort le 29 mai 2005 dans la même ville, est un acteur italien.

## Biographie
Luciano Rossi est né à Rome le 28 novembre 1934. Après des études , il travaille dans une entreprise d'import-export tout en frequentant une école de théâtre. À partir de 1966 il participe à près de 70 films jouant le rôle d'un jeune homme mentalement perturbé et de méchant sadique. La plupart de ses films sont du genre western spaghetti et policiers. Il est aussi crédité sous  les pseudonymes de Edward G. Ross et Lou Kamante..
Luciano Rossi est mort à Rome le 29 mai 2005 à l'âge de 70 ans.
En 2007, un livre lui est consacré: Un violent professionnel : Les films de Luciano Rossi, qui traite de sa carrière et de ses rôles.

## Filmographie partielle
- 1966 : Django de Sergio Corbucci
- 1967 : Peyrol le boucanier  (titre original :L'avventuriero) de Terence Young
- 1967 :  Ciak Mull (titre original:Ciakmull - L'uomo della vendetta) de Enzo Barboni
- 1968 : Sentence de mort (titre original : Sentenza di morte) de Mario Lanfranchi
- 1968 : Trinita, prépare ton cercueil !  (titre original : Preparati la bara!) de Ferdinando Baldi
- 1968 : Saludos hombre (titre original :Corri uomo corri) de Sergio Sollima
- 1969 : La Colline des bottes  (titre original: La collina degli stivali) de Giuseppe Colizzi
- 1969 : Cinq pour l'enfer (5 per l'inferno) de Gianfranco Parolini
- 1969 : Le Dernier des salauds (titre original: Il Pistolero dell'Ave Maria - Tierra de gigantes) de Ferdinando Baldi
- 1969 : Django le Bâtard (titre original : Django il bastardo) de Sergio Garrone
- 1970 : On l'appelle Trinita (Lo chiamavano Trinità...) d'Enzo Barboni : Timide
- 1971 : Nuits d'amour et d'épouvante (La morte cammina con i tacchi alti) de Luciano Ercoli
- 1974 : Dossier rose de la prostitution (Prostituzione) de Rino Di Silvestro
- 1973 : Rue de la violence (Milano trema: la polizia vuole giustizia) de Sergio Martino
- 1973 : La mort a souri à l'assassin (La morte ha sorriso all'assassino) de Joe D'Amato
- 1973 : La Fureur d'un flic (La mano spietata della legge) de Mario Gariazzo
- 1973 : Les Grands Patrons (Bisturi, la mafia bianca) de Luigi Zampa
- 1976 : La Merde (Perché si uccidono) de Mauro Macario : Judas